# Otsego, Minnesota
Otsego, Minnesota là một thành phố nằm ở quận Wright thuộc tiểu bang Minnesota, Hoa Kỳ. Thành phố có diện tích 78,6  km² với diện tích mặt nước là 2,5  km², dân số theo ước tính năm 2000 của Cục điều tra dân số Hoa Kỳ là 6.389 người.